# Achelia cuneatis
Achelia cuneatis is een zeespin uit de familie Ammotheidae. De soort behoort tot het geslacht Achelia. Achelia cuneatis werd in 1999 voor het eerst wetenschappelijk beschreven door Child. 